# Luís Lucas
Luís Filipe de Almeida Lucas (Lisboa, 19 de junho de 1952) é um actor português.

## Infância
Lucas passou a sua infância no Cartaxo, onde o seu pai era proprietário da farmácia local à época. Este desejava que o filho seguisse também a carreira de farmacêutico, o que não aconteceu. Depois da morte da sua mãe, aos seis/sete anos, decidiu ser artista.
Frequentou o Liceu D. João de Castro.

## Carreira
Frequentou o Curso Superior de Formação de Actores. Foi membro fundador do grupo Comuna - Teatro de Pesquisa, com o qual participou em vários festivais internacionais de Teatro. Trabalhou nos Cómicos, Teatro da Cornucópia, Produções Teatrais Lda., Teatro da Graça e Projecto Intercidades.
Trabalhou em vários filmes e séries de televisão desde a década de 70.
Em 2010, participa em "O Dia dos Prodígios", de Lídia Jorge e encenada por Cucha Carvalheiro, onde contracena com grandes actores portugueses como Elisa Lisboa ou Maria Emília Correia.
Entre os muitos filmes que rodou, contam-se Alexandre e Rosa (1978) de João Botelho, Passagem ou Meio Caminho (1980) de Jorge Silva Melo, Dina e Django (1981) de Solveig Nordlund, Niguém Duas Vezes (1984) de Jorge Silva Melo, Le Soulier de Satin (1985) de Manoel de Oliveira, Notre Marriage (1984) de Valeria Sarmiento, Das Autogramm (1984) de Peter Lilienthal, Um Adeus Português (1986) de João Botelho, Saudadades para Dona Genciana (1986) de Eduardo Geada, O Bobo (1987) de José Álvaro Morais, Non ou a Vã Glória de Mandar (1990) de Manoel de Oliveira, Rosa Negra (1982) de Margarida Gil, Longe da Vista (1998) de João Mário Grilo, Camarate (2001) e A Passagem da Noite (2002) de Luís Filipe Rocha, Dot.com (2007) de Luís Galvão Teles, Suicídio Encomendado (2007) de Artur Serra Araújo, a curta-metragem O Avô (2014) de André Marques ou Beatriz - Entre a Dor e o Nada (2014) do brasileiro Alberto Graça.
Luís Lucas participou em dezenas de series, mini-séries, tele-filmes e novelas portuguesas e estrangeiras como Duarte e Companhia, Cinzas, Riscos, Médico de Família, Jornalistas, O Bairro da Fonte, Querido Professor, Ganância, Um Estranho em Casa, Fúria de Viver, O Olhar da Serpente. Une Famille Formidable, Até Amanhã Camaradas, Equador, Deixa que te Leve, Perfeito Coração, República, Liberdade 21, E Depois do Adeus, Odysseus, Os Nossos Dias, O Beijo do Escorpião ou Coração d'Ouro. Entre 2007 e 2011 foi o narrador da série Conta-me Como Foi.
Participou também em várias dobragens de animação como A Demanda do R, Green Lantern e Miraculous: As Aventuras de Ladybug.
A 27 de Outubro de 2019 irá fazer o papel de narrador (François Couperin) no espetáculo "Les Apothéoses", com o Quarteto Galante que está inserido no Ciclo de Música Czesimbra Antiqua, realizado em Sesimbra.

## Trabalhos

### Televisão: Tele-Filmes
- Der Lissabon Krimi: Feuerteufel ARD 2019, Realização Jens Wischnewski  'Valdemar Amaya'
- Der Lissabon Krimi: Dunkle Spuren ARD 2019, Realização Jens Wischnewski  'Valdemar Amaya'
- Der Lissabon Krimi: Der Tote in der Brandung ARD 2018, Realização Sybille Tafel 'Valdemar Amaya'
- Der Lissabon Krimi: Alte Rechnungen ARD 2018, Realização Martin Eigler 'Valdemar Amaya'
- O Primogénito TVI 2012, Realização António Figueirinhas 'Director Clínico'
- Um Sonho Adiado TVI 2012, Realização Lourenço de Mello 'André'
- Anita Garibaldi RAI 2012, Realização Claudio Bonivento
- O Dez: O Barbeiro RTP 2010, Realização Paolo Marinou-Blanco 'Cotinelli Telmo'
- Amigos como Dantes RTP 2005, Realização Mário Barroso 'Fonseca'
- Julie, Chevalier de Maupin TF1/RTL/RAI 2004, Realização Charlotte Brandstrom
- Tordesilhas: O Sonho do Rei RTP 1995, Realização Walter Avancini
- Daisy: Um Filme para Fernando Pessoa RTP 1991, Realização Margarida Gil
- Para Josefa RTP 1991, Realização António Escudeiro
- Octávio RTP 1988, Teatro televisivo realizado por Artur Ramos
- To Catch a King 1984, Realização Clive Donner
- La Passion FR2 1978, Realização Raoul Sangla

### Televisão: Séries e Novelas
- Quer o Destino TVI 2020 'Doutor Jaime Cartaxana'
- Prisioneira TVI 2019
- A Família Ventura RTP 2017/2018 'Doutor Pacheco'
- A Impostora TVI 2017 'Renato Bettencourt Rodrigues'
- Amor Maior SIC 2016-2017 'Dr. Nogueira'
- Ouro Verde TVI 2017 'Soeiro Lopes'
- A Impostora TVI 2016 'René'
- Aqui Tão Longe RTP 2016 'Dr. Silvério'
- Massa Fresca TVI 2016
- Une Famille Formidable TF1 2015 'Da Silva'
- Coração D'Ouro SIC 2015 'Vidal'
- O Beijo do Escorpião TVI 2014
- Água de Mar RTP 2014 'Fernando Vilar'
- Sol de Inverno SIC 2014 'Psicólogo'
- O Bairro TVI 2014 'Felisberto'
- Os Nossos Dias RTP 2013/2014 'Eduardo Gouveia'
- Odysseus ARTE 2013 'Akinoos'
- Depois do Adeus RTP 2013 'Guilherme'
- Maternidade RTP 2012/2013 'Carlos Saldanha'
- Dancin' Days SIC 2012
- Doce Tentação TVI 2012
- Louco Amor TVI 2012 'Director-Geral das Prisões'
- Velhos Amigos RTP 2012 'Januário'
- Liberdade 21 RTP 2011
- A Família Mata SIC 2011
- Regresso a Sizalinda RTP 2010 'Tito'
- Laços de Sangue SIC 2010
- República RTP 2010 'Tradutor Barão'
- Perfeito Coração SIC 2009/2010 'Humberto'
- Deixa Que Te Leve TVI 2009 'Massimo Gonzaga Valenti'
- Equador TVI 2009 'Conde Sousa Faro'
- Vila Faia RTP 2009 'Médico'
- Olhos nos Olhos TVI 2008/2009 'Dr. Queiroz e Melo'
- A Outra TVI 2008
- Resistirei SIC 2008
- Fascínios TVI 2008 'Juiz'
- Casos da Vida: Superior Interesse TVI 2008 'Procurador Geral da República'
- Casos da Vida: Primavera Todo o Ano TVI 2008 'Pai dos Gémeos'
- Deixa-me Amar TVI 2008 'Heitor'
- Vingança SIC 2007 'Médico'
- Une Famille Formidable TF1 2007 'Notaire'
- Nome de Código: Sintra RTP 2007 'Médico'
- Conta-me como Foi RTP 2007/2011 'Carlos Lopes (Adulto; apenas voz)'
- Jura SIC 2007
- Uma Família Normal TVI 2006 'Vasco'
- Os Serranos TVI 2005 'Augusto Rocha'
- Até Amanhã, Camaradas SIC 2005 'Marques'
- Uma Aventura SIC 2005 'Jacques'
- Mistura Fina TVI 2004/2005 'Lourenço Fraga'
- Inspector Max: Sangue Frio TVI 2005 'Simão Dias'
- Inspector Max: Vitima Procura-se TVI 2004 'Bernardo Soares'
- Lusitana Paixão RTP 2003/2004 'Dr. Vilaça'
- O Olhar da Serpente SIC 2002/2003 'Ricardino Reis Cachapa'
- Fúria de Viver SIC 2002 'Henrique Madureira'
- Um Estranho em Casa RTP 2002
- Ganância SIC 2001 'Fernando Miguel'
- O Bairro da Fonte SIC 2001
- Vertiges M6, 2001
- Querido Professor SIC 2000/2001 'Padre Eduardo'
- Jornalistas SIC 2000
- A Hora da Liberdade SIC 1999 'Santos Ferreira'
- Médico de Família SIC 1998
- Jardim da Celeste RTP 1997
- Riscos RTP 1997
- Cinzas RTP 1992/1993 'Calheiros'
- O Altar dos Holocaustos RTP 1992 'Padre Cunha'
- Rosa Negra RTP 1992 'Duarte'
- Ricardina e Marta RTP 1989 'Alexandre'
- Duarte e Companhia RTP 1987
- Le Mystérieux Dr. Cornélius FR2 1984
- L'Epingle Noir Antenne 2 1982
- E Não Se Pode Exterminá-lo? RTP 1979 (Voz)
- Un Juge, Un Flic FR2 1977

### Cinema
- O Vento Assobiando nas Gruas, 2023, de Jeanne Waltz
- Sombras Brancas, 2023, de Fernando Vendrell
- Um Filme em Forma de Assim, 2022, de João Botelho
- Campo de Sangue, 2022, de João Mário Grilo (voz off)
- O Ano da Morte de Ricardo Reis, 2020, de João Botelho
- Vierarpad, 2021, de João Mário Grilo (voz off)
- 522. Un Gato, un Chino y mi Padre, 2019, de Paco R. Baños
- A Portuguesa, 2018, de Rita Azevedo Gomes
- Ruth, 2018, de António Pinhão Botelho
- Índice Médio de Felicidade, 2017, de Joaquim Leitão
- O Segredo das Pedras Vivas, 2016, de António de Macedo
- Refrigerantes e Canções de Amor, 2016, de Luís Galvão Teles
- Axilas, 2016, de José Fonseca e Costa
- Beatriz: Entre a Dor e o Nada, 2015, de Alberto Graça
- O Avô, curta-metragem, 2014, de André Marques
- Bairro, 2013, de Jorge Cardoso, Lourenço de Mello
- Tanto Para Andar Até Dormir, curta-metragem, 2013, de Rui Esperança
- Imagine, 2012, de Andrzej Jakimowski
- Arpeggio, curta-metragem, 2012, de Helder Faria
- Em Segunda Mão, 2012, de Catarina Ruivo
- Je M'Appelle Bernadette, 2011, de Jean Sagols
- O Agente de Filipe II, curta-mertragem, 2007, de José Diogo Gonçalves
- Dot.com, 2007, de Luís Galvão Teles
- Suicídio Encomendado, 2007, de Artur Serra Araújo
- DEZbeta, curta-metragem, 2007, de André Braz, J.B. Mota
- Fala Comigo, curta-metragem, 2003, de Francisco Bravo Ferreira
- A Passagem da Noite, 2003, de Luís Filipe Rocha
- Camarate, 2001, de Luís Filipe Rocha
- Partem Tão Tristes, os Tristes, 1999, de Teresa Prata
- Longe da Vista, 1998, de João Mário Grilo
- Aqui na Terra, 1993, de João Botelho
- Das Tripas Coração, 1992, de Joaquim Pinto
- Rosa Negra, 1992, de Margarida Gil
- A Idade Maior, 1991, de Teresa Villaverde
- Non, ou a Vã Glória de Mandar, 1990, de Manoel de Oliveira
- A Sétima Letra, 1989, de José Dias de Sousa, Simão dos Reis
- Torquemada, 1989, de Stanislav Barabas
- Tempos Difíceis, 1988, de João Botelho
- La Brute, 1987, de Claude Guillemot
- O Mistério do Armário, 1987, de João Brehm
- Romance de uma Música, 1987, de João Ponces de Carvalho
- O Bobo, 1987, de José Álvaro Morais
- Um Adeus Português, 1986, de João Botelho
- Saudades para Dona Genciana, 1986, de Eduardo Geada
- Atlântida: Do Outro Lado do Espelho, 1985, de Daniel Del Negro
- Le Soulier de Satin, 1985, de Manoel de Oliveira
- Mara, 1985, de Angela Linders
- A Mão Fechada, curta-metragem, 1985, de José Diogo Gonçalves
- Ninguém Duas Vezes, 1984, de Jorge Silva Melo
- Notre Mariage, 1984, de Valeria Sarmiento
- Das Autogramm, 1984, de Peter Lilienthal
- Dina e Django, 1981, de Solveig Nordlund
- Rita, 1981, de José Ribeiro Mendes
- Antes a Sorte Que Tal Morte, 1981, de João Matos Silva
- La Stravaganza, curta-metragem, 1981, de Mário Jorge
- Passagem ou A Meio Caminho, 1980, de Jorge Silva Melo
- Le Grenier, curta-metragem, 1980, de Gérard Grenier
- O Aprendiz de Mago, curta-metragem, 1980, de Joaquim Leitão
- A Princesa das Ilhas Negras, curta-metragem, 1978, de José Bogalheiro
- Alexandre e Rosa, curta-metragem, 1978, de João Botelho

### Cinema: Voz
- Quarta Divisão, 2013, de Joaquim Leitão (Voz de Leiloeiro)
- O Grande Kilapy, 2012, de Zézé Gamboa (Voz de Ernesto)
- Os Imortais, 2003, de António-Pedro Vasconcelos (Voz de Daniel)
- A Família Barata, curta-metragem, 1997, de Humberto Santana, Rui Cardoso
- Passagem por Lisboa, 1994, de Eduardo Geada (Voz de Jorge)
- Amor e Dedinhos de Pé, 1992, de Luís Filipe Rocha (Voz de Silvério)
- Arábia, curta-metragem, 1982, de Rosa Coutinho Cabral (Narrador)

### Dobragens
- Branca de Neve e os Sete Anões 1937 'Espelho Mágico'
- O Regresso de D'Artacão RTP 1990 'Blancbec'
- A Bela é o Monstro 1991 ‘Padeiro’
- A Carrinha Mágica RTP 1994 'Tó'
- Pinky e o Brain RTP 1995 'Brain'
- A Demanda do R RTP2 1997 'Casimiro Lenhador'
- Looney Tunes: Back in Action 2003 'Irmãos Warner'
- Paraiso da Barafunda 2004 'Jeb, o Bode'
- Robôs 2005 'Madame Junta'
- Pular a Cerca 2006 'Polícia'
- Bambi 2 - O Grande Príncipe da Floresta 2006 'Porco-Espinho'
- Heavy Rain 2010 'Hassan'
- Green Lantern: The Animated Series RTP2 2012 'Gathlet'
- Astérix: O Domínio dos Deuses 2014 'Júlio César'
- Para Lá do Jardim Cartoon Network 2015 'Fred'
- Nós, os ursos Cartoon Network 2015 'polar'
- Miraculous Ladybug Disney Channel 2016 'Plagg'